# Carlos Garo
Carlos Garo (Madrid, 2 de octubre de 1986) es un intérprete, compositor y productor musical español.

## Biografía
Inició sus primeras composiciones musicales a los doce años e interpretaba todo tipo de instrumentos en sus grabaciones, principalmente la guitarra.
Es autor de 6 discos en el mercado. Lanzó su primer disco autoeditado en el 2012 con The Fifth Palace, un EP con 6 cortes instrumentales. 
En el 2015 firmó con el sello Crazy Sandwich Records y lanzó Entrance to the Parallel Universe, 11 temas instrumentales con sonidos espaciales que le llevó a una nominación en USA,en los Hollywood Music in Media Awards con su tema Desert. 
En el 2016 realizó una gira en conjunto con Terry Oldfield, hermano de Sally Oldfield y Mike Oldfield. Fruto de la amistad con Terry Oldfield surgió ideas para realizar un álbum juntos, eso no se realizó hasta el año siguiente durante el 2017, cuando lanzaron su primer álbum en conjunto llamado Sky Dancer, firmado bajo el sello Rocket Music. 
Carlos Garo y Terry Oldfield realizaron varios conciertos por España para presentar Sky Dancer. 
Durante los siguientes años Carlos se involucró en hacer un disco medieval con toques étnicos, se llamaría Dream Landscape, fue lanzado en septiembre del 2019 bajo el sello Rocket Music. 
Durante la pandemia Carlos Garo compuso junto a Enrique Ramil «Time To Fly», un estilo pop rock, diferente a lo instrumental que estaba haciendo en sus anteriores trabajos. 
La pandemia le inspiró a volver a sus orígenes musicales, componer un nuevo disco instrumental, inspirado sobre el ciclo de la vida. 
Durante el 2022 viajó a Londres para masterizar «Nirvana» en Abbey Road Studios por el ingeniero Geoff Pesche y lo lanzó en primavera del 2022. 
Nirvana es el primer adelanto del álbum Samsarak, y trata sobre la vida, muerte y reencarnación.
En 2025, Garo publica Mystical Origin, un álbum instrumental que fusiona estilos como new age, tribal, étnico y chill out, con una destacada presencia de guitarra española. En abril, fue galardonado en los Premios Europa Multicultural, celebrados en el Hotel Ilunion Pío XII de Madrid, En esa edición también fueron reconocidas otras figuras destacadas del panorama cultural y mediático, como Ágatha Ruiz de la Prada, Ana Rosa Quintana y Risto Mejide, aunque no todos asistieron al evento. Más adelante, el álbum recibió una nominación por «The Pharaoh» a mejor tema World, en los Hollywood Independent Music Awards, cuya gala se celebró el 30 de julio en el teatro Avalon de Los Ángeles, donde compartió cartel con artistas como Radhika Vekaria, nominada al Grammy en 2025 en la categoría de Mejor Álbum New Age.

## Discografía
- The Fifth Palace, 2012
- Entrance to the Parallel Universe, 2015
- Sky Dancer, 2017
- Dream Landscape, 2019
- Samsarak, 2023
- Mystical Origin, 2025

### Recopilatorios
- The Complete Collection (2012 - 2018) (2018)

## Premios y nominaciones
| Año  | Trabajo nominado | Premio                             | Categoría                 | Resultado |
| ---- | ---------------- | ---------------------------------- | ------------------------- | --------- |
| 2025 | The Pharaoh      | Hollywood Independent Music Awards | Mejor canción World Music | Nominado  |
| 2025 | Trayectoria      | Premios Europa Multicultural       | Mejor Artista             | Ganador   |
| 2023 | Karma            | Hollywood Independent Music Awards | Mejor canción World       | Ganador   |
| 2019 | Omen             | Hollywood Music In Media Awards    | Mejor canción World Music | Nominado  |
| 2016 | Desert           | Hollywood Music In Media Awards    | Mejor canción New Age     | Nominado  |